# 三浦胤義
三浦 胤義（みうら たねよし）は、鎌倉時代前期の三浦一族の武将。三浦義澄の末子（九男）。鎌倉幕府の御家人。承久3年（1221年）の承久の乱では京方の主力として戦った。

## 経歴
元久2年（1205年）の畠山重忠の乱、牧氏事件に兄の三浦義村とともに出陣。建暦3年（1213年）の和田合戦でも功を立て、建保6年（1218年）6月27日の源実朝の左大将拝賀には衛府の一人として参列していたことが『吾妻鏡』で裏付けられる。
その後、京に上って検非違使判官に任じられたとされるものの、その時期や経緯は不明。慈光寺本『承久記』によれば、後鳥羽上皇の近臣の藤原秀康から挙兵計画への参加を説得された際、秀康から本拠地である三浦や鎌倉を振り捨て都で宮仕えしているのには何か訳があるのだろうと訊ねられた胤義は、自分の妻は二代将軍・源頼家の愛妾で若君（禅暁）を生んだが、頼家は北条時政に殺されてしまった。さらに若君もその子の義時に殺されてしまった。自分は先夫（頼家）と子を北条氏によって殺されて嘆き悲しむ妻を憐れに思い、鎌倉に謀叛を起こそうと京に上ったと述べている。その一方で古活字本『承久記』には「大番ノ次デ在京シテ候ケレバ」とあり、大番役として上京したまま任期が明けてもそのまま京に留まっていたと読み取ることも可能で、また前田家本『承久記』には、頼朝・頼家・実朝三代の将軍を失って鎌倉には自分が主として仰ぐ人はいなくなったからだと述べているなど、承久の乱当時、在京していた経緯については不明な点が多い。
古活字本『承久記』によると、挙兵計画に参加した胤義は軍議で「朝敵となった以上、義時に味方する者は千人もいまい」と楽観的な見通しを述べている。また秀康から挙兵計画への参加を説得された際も兄の義村はきわめて「烏滸ノ者（頭の良くない者）」なので日本国総追捕使に任じられるなら必ず味方すると確約しており、慈光寺本『承久記』でも「兄の義村に“兄弟二人で日本国を支配しよう”と手紙を送って味方に付ければたやすく義時を討てる」と語っていて、終始、楽観的な見通しを持っていたことが裏付けられる。しかし、期待の義村は胤義から遣わされた使者を追い返した上に托された密書を幕府に届けてしまい、胤義の目算は崩れ去った。
一方、鎌倉では上皇挙兵の報が伝わるや、北条政子が幕府創設以来の頼朝の恩顧を訴える史上名高い演説で御家人らの志気を鼓舞。『吾妻鏡』によれば、この際、政子は秀康と胤義の名を逆臣として挙げており、胤義は京方の中心人物という位置づけだった。
合戦が始まるや、京方の大将軍として美濃国と宇治川で幕府軍と戦うが敗北。幕府軍が京に乱入した6月15日には院の御所で最後の一戦を図るが、御所の門を閉じられ追い返されてしまい、逆に乱を引き起こした謀臣として逮捕の院宣を出されてしまう。胤義は残った京方武士とともに東寺に立て篭もるが、慈光寺本『承久記』によれば、この際、兄義村との対面が実現している。しかし、胤義は「胤義思ヘバ口惜ヤ。（略）今唯人ガマシク、アレニテ自害セント思ツレドモ、和殿ニ現参セントテ参テ候ナリ」と兄に熱く呼びかけるものの、義村は「シレ者ニカケ合テ無益ナリ」と取り合わず、その場を立ち去ったという。その後、胤義は子息の胤連、兼義とともに西山の木嶋（現・京都市右京区太秦の木嶋坐天照御魂神社）で自害した。東国に残していた幼い子たちも長子を残して処刑された。古活字本『承久記』には「胤義其罪重シ」とあり、胤義を京方の中心人物と見なした上での厳罰だった。

## 画像集

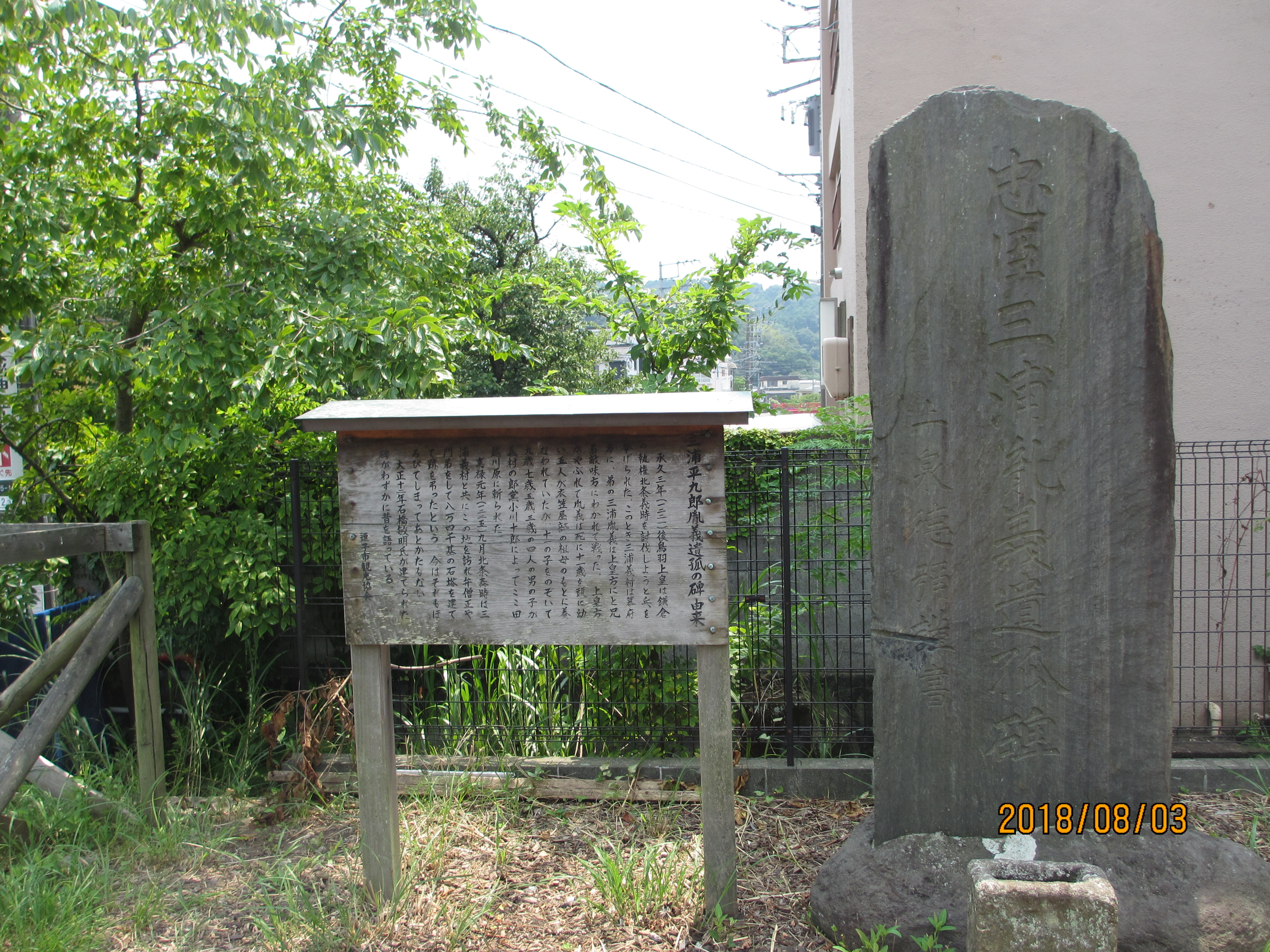
三浦胤義遺孤碑（逗子市逗子5-14-4京浜急行逗子・葉山駅近く）
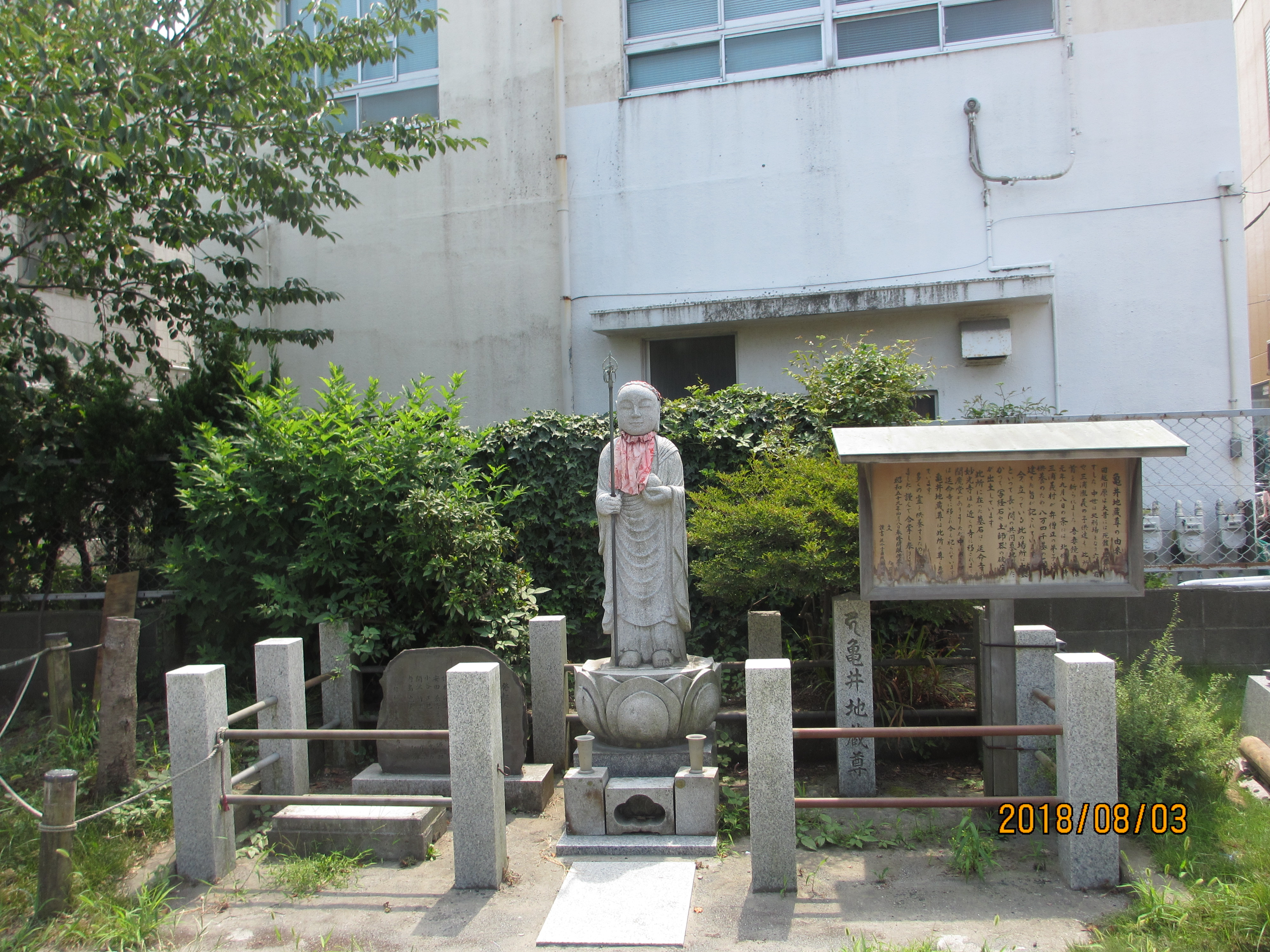
亀井地蔵尊（逗子銀座商店街近く六代御前もここで首を切られたと記述）

## 関連作品
テレビドラマ
- 『草燃える』（1979年、NHK大河ドラマ、演：柴俊夫）
- 『鎌倉殿の13人』（2022年、NHK大河ドラマ、演：岸田タツヤ）